# Brachycephalus margaritatus
Brachycephalus margaritatus é uma espécie de anfíbio da família Brachycephalidae. Endêmica do Brasil, pode ser encontrada nos municípios de Engenheiro Paulo de Frontin e Petrópolis, no estado do Rio de Janeiro.